# Mopsolodes australensis
Mopsolodes australensis is een spinnensoort uit de familie springspinnen (Salticidae). De soort komt voor in Queensland en het Noordelijk Territorium, Australië en is de typesoort van het geslacht Mopsolodes.